# Маляров Анатолій Андрійович
Маляров Анатолій Андрійович — український телережисер, письменник.
Народився 22 квітня 1933 р. у с. Нейкове Одеської обл. Закінчив Київський державний інститут театрального мистецтва ім. І. Карпенка-Карого (1958).
Працював на Київській, Дніпропетровській і Миколаївській телестудіях. Поставив за власними п'єсами телеспектаклі: «Співомовки» («Степан Руданський», 1960), «Підмайстер» (1975) та ін.